# Manuel Marques Gomes
Manuel Marques Gomes (Canidelo, 15 de Novembro de 1867 — Canidelo, 18 de Janeiro de 1932) foi um homem de negócios e benemérito português.
Filho de pescadores, nasceu pobre, tendo vivido os primeiros anos da sua vida com grandes dificuldades. Teve, no entanto, a sorte de ter despertado a atenção de uma senhora de posses que o retirou da rua e lhe deu educação. Em 1885, com dezoito anos partiu para o Brasil em busca de melhor sorte.
No Pará, ingressou na firma comercial Nunes & Almeida Ld.ª que, em pouco tempo, se iria transformar em Marques Gomes & C.ª. Importava aguardente, café e açúcar por grosso. Conheceu Rosalina dos Santos, brasileira com pais portugueses da Figueira da Foz, com quem se casou. Graças também à fortuna da família da mulher, os negócios de Marques Gomes foram crescendo, criando com outros sócios a Empresa de Navegação do Grão-Pará.
Problemas de saúde, acabaram por ditar o seu regresso a Portugal, em 1890. Apesar da fortuna acumulada, Manuel Marques Gomes continua a actividade mercantil, na firma exportadora de vinhos Bento Cunha & C.ª, em Matosinhos.
Pai de treze filhos, adquiriu a Quinta do Montado — hoje mais conhecida como Quinta de Marques Gomes —, na Alumiara, Canidelo, Vila Nova de Gaia, começando a construção de um palacete. À volta do seu palacete mandou plantar uma frondosa floresta, com árvores únicas na região, importadas do Brasil. Na sua quinta, ergueu também uma fábrica da conserva do peixe. Investiu, ainda, em fábricas de cerâmica e em armazéns de vinhos do Porto.
Para além do seu sucesso nos negócios, Manuel Marques Gomes tornou-se, também, benemérito de várias instituições como a Beneficência Portuguesa de Belém; o Grémio Literário de Lisboa; a Venerável Ordem Terceira de São Francisco de Assis, tendo contribuído para a ampliação do seu hospital; o Club Euterpe; entre outras. Na sua terra natal, apoiou obras paroquiais, financiou o prolongamento da rede eléctrica até à freguesia, construiu o Apeadeiro de Coimbrões, uma escola primária (já demolida ), o campo de futebol do Sport Clube de Canidelo, diversas ruas e estradas, etc.
Faleceu em 1932, com 65 anos de idade, tendo os seus treze filhos se envolvido em disputas quanto à herança. Muito estimado pela população local, o seu nome é hoje recordado em arruamentos e edifícios públicos.